# カルビン・ブース
カルビン・ローレンス・ブース（Calvin Lawrence Booth、1976年5月7日 - ）は、アメリカ合衆国・オハイオ州出身の元バスケットボール選手。NBAの数々のチームで控えセンターとしてプレーし、現在はデンバー・ナゲッツのGMを務めている。

## 来歴

### 選手時代
ペンシルベニア州立大学から1999年のNBAドラフトでワシントン・ウィザーズから35位で指名されNBA入り。2001年2月に大型トレードでダラス・マーベリックスに移籍。同年のプレーオフ1stラウンドのユタ・ジャズ戦の第5戦で、ブースは82-83で迎えた第4クォーター残り数秒の場面で、マイケル・フィンリーからのパスを受けて、逆転のレイアップシュートを決めた。マーベリックスは84-83の大逆転勝利を収め、カンファレンスセミファイナル進出を果たした。
2001年夏、ブースはシアトル・スーパーソニックスのオファーシートにサイン。マーベリックスはスーパーソニックスの契約をマッチングをせず、移籍が決定。ブースは大型契約を獲得するも、控えセンターの粋を脱せず、各チームを転々とした後、2009年以降は契約するチームが表れずに引退。通算成績は平均4.1得点  3.3リバウンド  1.2ブロックショットに終わった。

### 引退後
2015年からミネソタ・ティンバーウルブズの選手管理部門ディレクターなどを務めた後、2017年8月にデンバー・ナゲッツのアシスタントGMに就任した。